# Bohdan Sławiński
Bohdan Sławiński (ur. 1977 w Gostyninie) – polski pisarz, autor m.in. powieści: "Królowa Tiramisu" (2008, finalistka Nagrody Literackiej Nike 2009) oraz "Sigil (2022).

## Twórczość
Zakwalifikowana do finału Nagrody Literackiej Nike 2009 oraz Literackiej Nagrody Europy Środkowej Angelus i zgłaszana do Paszportów Polityki (2008) Królowa Tiramisu.  t
Stypendysta Willi Decjusza. W zespole redakcyjnym kwartalnika Res Publica Nowa.
W 2022 r. w Państwowym Instytucie Wydawniczym (PIW) w serii Polska Proza Współczesna (PPW) ukazała się nowa powieść Sławińskiego pt. Sigil;

## Publikacje
- Arcadia. W: Gorączka: Opowiadania wyuzdane. Warszawa: Jacek Santorski & Co Agencja Wydawnicza, 2007. ISBN 978-83-89763-67-9. Brak numerów stron w książce
- Sztućce do glist. Łódź: Stowarzyszenie Literackie im. K. K. Baczyńskiego, 2008. ISBN 978-83-85680-55-0. Brak numerów stron w książce
- Królowa tiramisu. Warszawa: Jacek Santorski & Co Agencja Wydawnicza, 2008. ISBN 978-83-7554-044-4. Brak numerów stron w książce
- W małym dworku. W: Opowiadania kryminalne. Czarna Owca, 2009. ISBN 978-83-7554-113-7. Brak numerów stron w książce
- Sigil. Warszawa: Państwowy Instytut Wydawniczy, 2022. 978-83-819-6402-9